# Arum gratum
Arum gratum är en kallaväxtart som beskrevs av Heinrich Wilhelm Schott. Arum gratum ingår i Munkhättesläktet och i familjen kallaväxter. Inga underarter finns listade.